# 十四等官

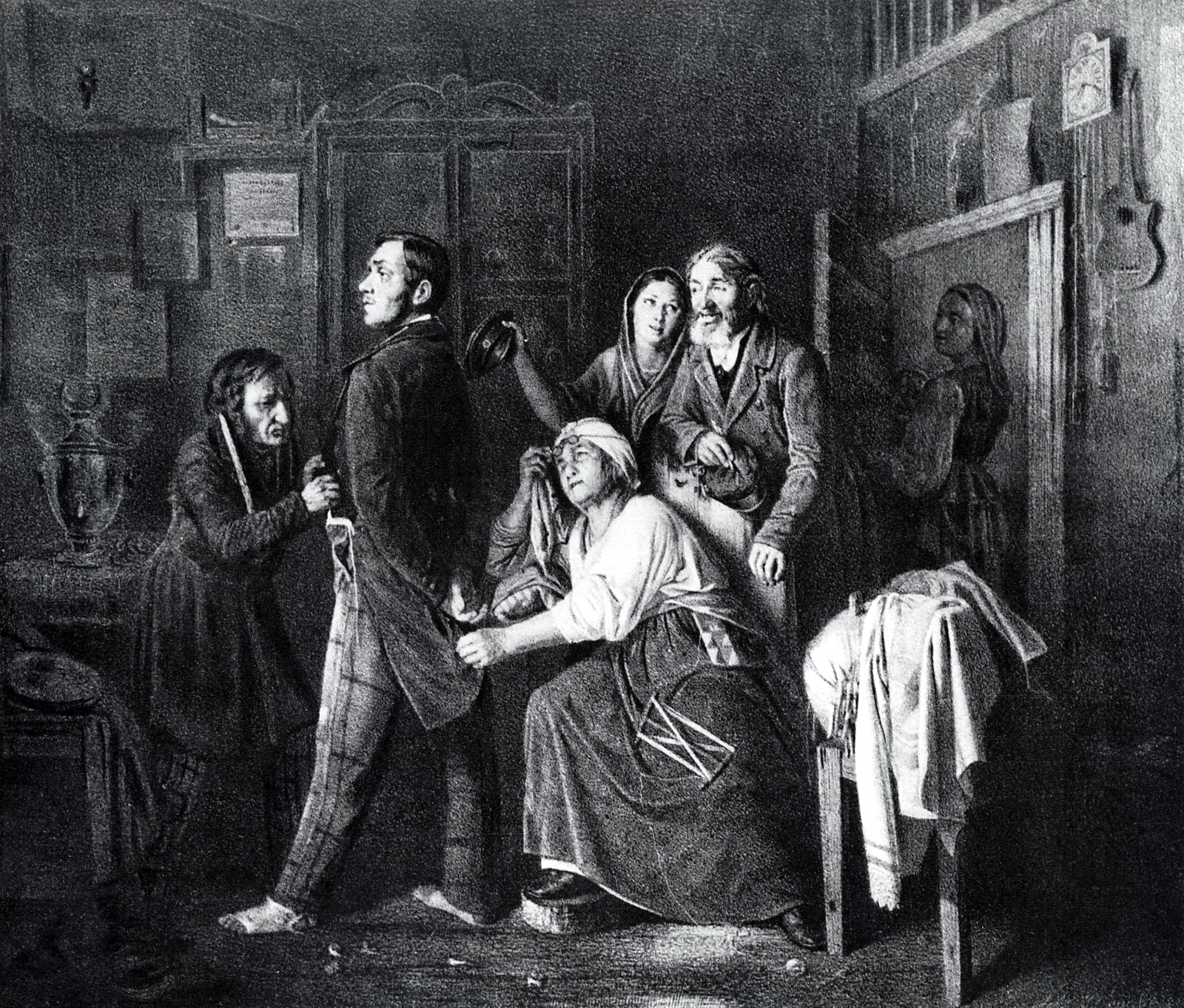
1860年ヴァシリー・ペロフの「Первый чин」。セクストンの息子が第14等に昇格したところを風刺的に描いた。

十四等官（じゅうよんとうかん、ロシア語: коллежский регистратор）は、ロシア帝国の国家公務員に与えられた官等表のうち、14番目にして最も低い階級。文官では省登録官 (коллежский регистратор)、軍人では少尉補 (фе́ндрик)に与えられた。
1845年6月11日のマニフェストによって変更される前は、第14等階級を与えられた人間は一代貴族としての権利を得、その子孫には世襲の名誉市民権が与えられた。同マニフェストの後では第14等階級を与えられた人間は終身の名誉市民権のみが与えられた。
これらの官吏の肩章や襟章には一本の線と1つの11.2 mmの星があり、所属部門のエンブレムがさらにそこに固定されていた。
第14等はваше благородиеの尊称を使うことが出来た。
国庫から支給される給与は年間215ルーブルだった。

## ロシアの文学と芸術における第14等
第14等階級は、庶民と接する機会の多い官吏に与えられたため、多くの蔑称や比喩表現に登場する。第14等階級はアレクサンドル・プーシキンの『駅長』（1830年）の物語に登場するサムソン・ヴィリンの階級であることからロシア文学では最もよく知られている。
ニコライ・ゴーゴリ - 『死せる魂』
そして、彼は単純な第14等のようにたわごとをし、胸に星をつけた男のように、思考を刺激する主題について話しているので、あなたはただそこに立って、肩をすくめるだけで、それ以上何もしない。
ニコライ・ゴーゴリ - 『検査官』
第2幕 現象I
実際、それは賢明なことでいいでしょう。そうでなければ、ちょっとした楽しみ簡単です！
第3幕 現象VI
クレスタコフ、あなたは私が清書しているだけだと思うかもしれません。いいえ、部門の責任者は私と友好的な立場で一緒にいます。
- ボリス・アクニンの小説 『アザゼル』では、主人公のエラスト・ペトロヴィッチ・ファンドーリンが第14等階級だった。
- 「鼻で私を殴らないでください」という言い回しはニコライ・レスコフの物語「笑いと悲しみ」の登場人物の1人が第14等官吏を呼び出す時に使った比喩表現である[3] 。

## 映画
ソビエト連邦のスタジオ「МЕЖРАБПОМ-РУСЬ」で、アレクサンドル・プーシキンの『駅長』を原作として、1925年に映画『Станционный смотритель』が撮影された。